# El Paso Stampede
El Paso Stampede è un film del 1953 diretto da Harry Keller.
È un western statunitense ambientato durante la guerra ispano-americana con Allan Lane. È l'ultimo film della serie di western della Republic con Rocky Lane.

## Produzione
Il film, diretto da Harry Keller su una sceneggiatura di Arthur E. Orloff, fu prodotto da Rudy Ralston, come produttore associato, per la Republic Pictures e girato nell'Iverson Ranch a Chatsworth, Los Angeles, California, dal 24 aprile 1953. Il titolo di lavorazione fu Stagecoach to Cheyenne.

## Distribuzione
Il film fu distribuito negli Stati Uniti dall'8 settembre 1953 al cinema dalla Republic Pictures. È stato distribuito anche in Brasile con il titolo Na Pista dos Criminosos.

## Promozione
Tra le tagline:
- TERROR GRIPS RANCHERS AS VAST HERDS DISAPPEAR INTO THE NIGHT!
- RUSTLERS ON THE LOOSE! Terror Grips Ranchers As Vast Herds Disappear Into The Night!
- Rocky Busts An Outlaw Death-Trap Wiude Open! "Rocky" Busts An Outlaw Death-Trap Wide Open!